# Marea Moschee din Kairouan
Marea Moschee din Kairouan sau Moschea lui Uqba este o moschee din orașul Kairouan, din Tunisia. Ea este una dintre cele mai vechi moschei din lume și este cea mai veche moschee din vestul lumii arabe.

## Istorie și arhitectură
Moscheea a fost construită între anii 670-675 de către generalul Uqbi ibn Nafi, fondatorul orașului Kairuoan. La scurt timp după aceea, în anul 690 moscheea a fost avariată de invadatorii berberi. De-a lungul timpului au avut loc mai multe reparați și restaurări, prima având loc în anul 703 iar ultima în 1972.
Marea Moschee din Kairuoan a fost descrisă de mai mulți cartografi și geografi arabi pe parcursul Evului Mediocru și a servit drept model pentru moscheile ce aveau să fie construite în Tunisia, Algeria și Maroc. În perioada sa de apogeu (secolele IX-XI) a găzduit una dintre cele mai importante universități islamice din lume.
Moscheea măsoară o suprafață de 9.000 de metri pătrați, având o curte imensă și o sală de rugăciune spațioasă. Ea are mai multe cupole, cea mai mare fiind cea de deasupra mihrabului, datând din secolul al IX-lea.
Minaretul are o înălțime de 31,5 metri și este cel mai vechi din lume. El are o bază pătrată și se compune din trei niveluri, având 129 de trepte.
Sala de rugăciune are forma unui dreptunghi și este împărțită de mai multe arcade în galerii. Interiorul este iluminat prin mai multe lămpi și candelabre. Mihrabul este pictat în culori închise, iar minbarul este din lemn, fiind cel mai vechi minbar rămas încă nedeteriorat din întreaga lume.

## Galerie de imagini

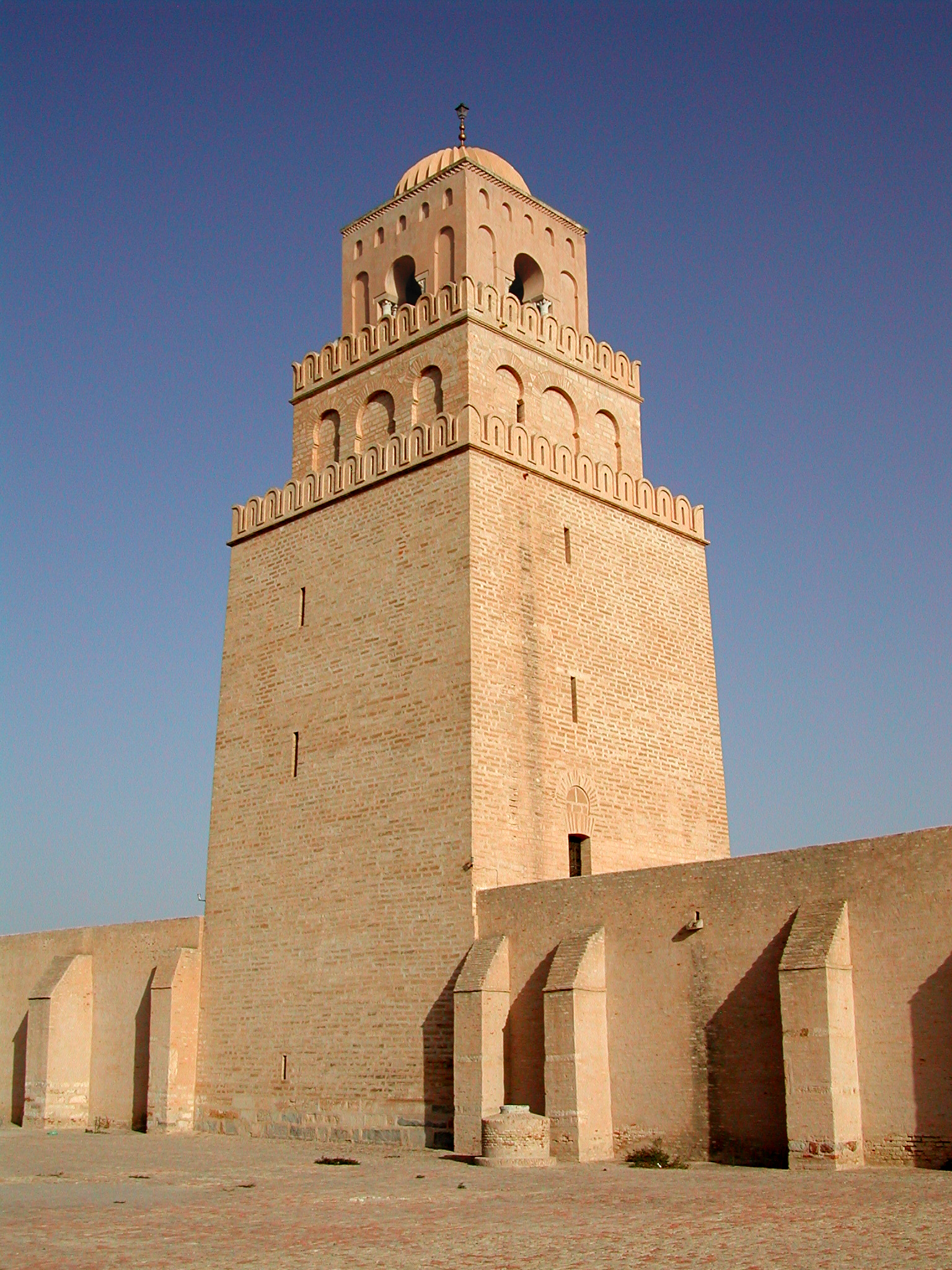
Minaretul.
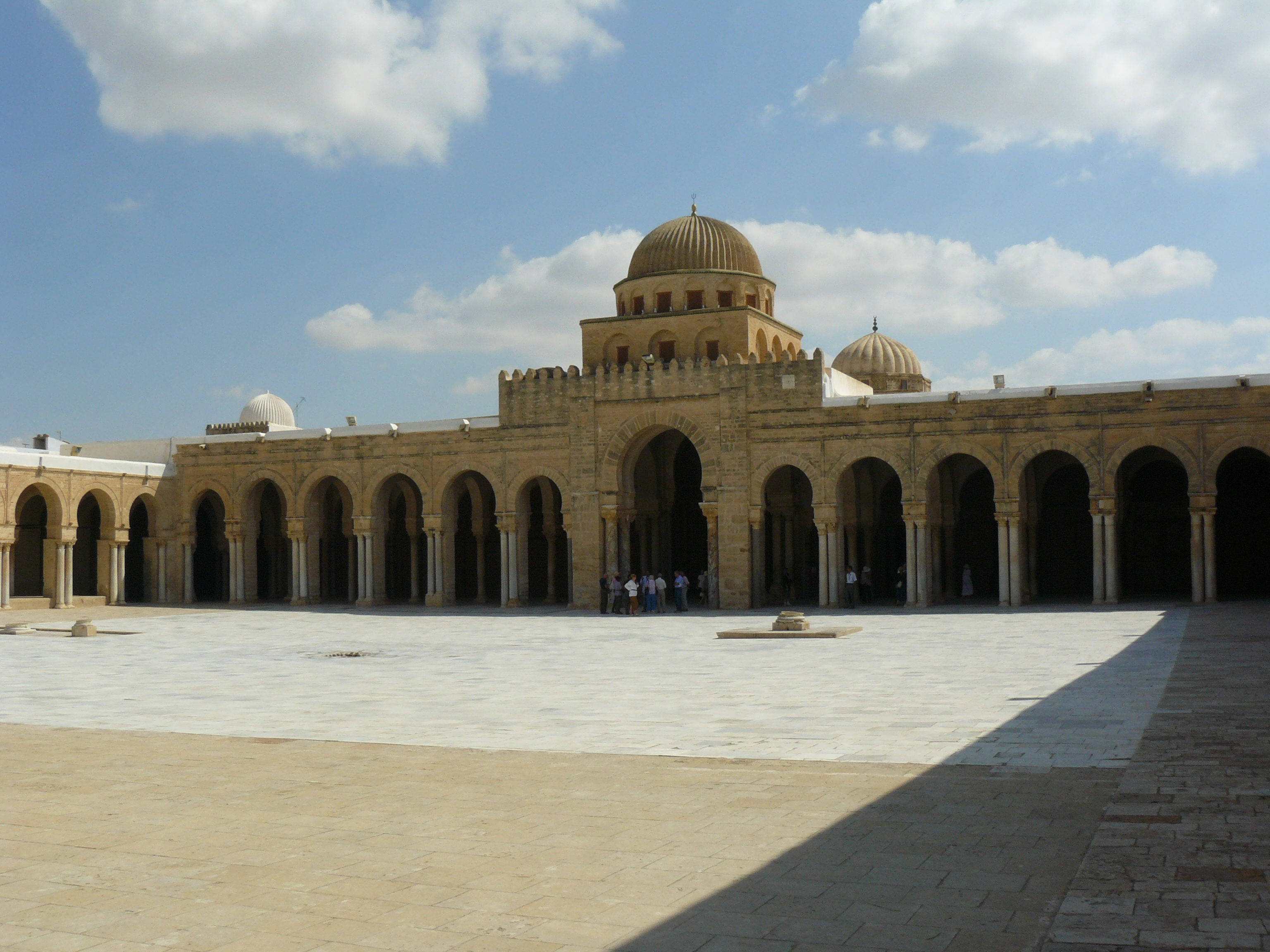
Curtea.
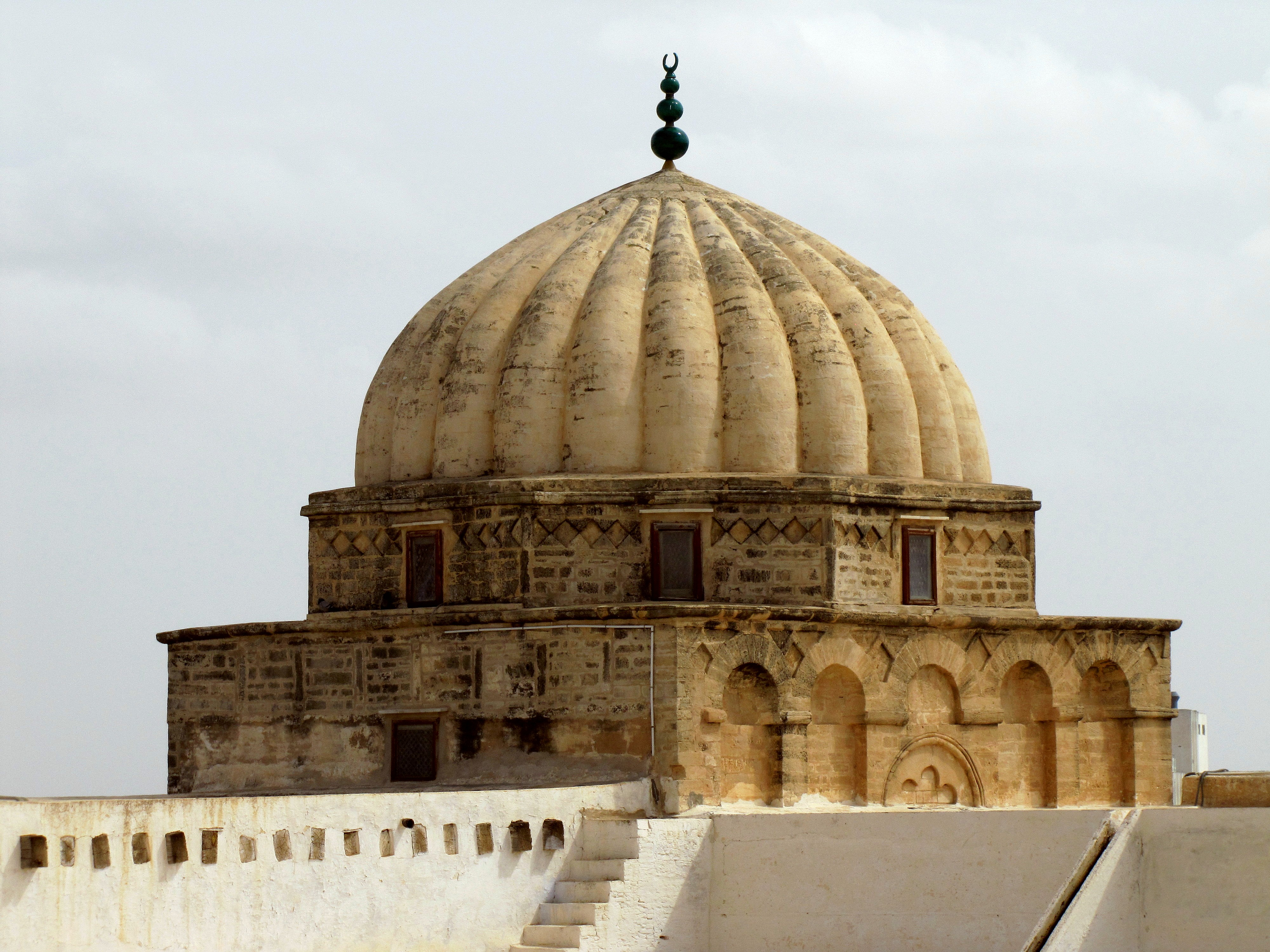
Domul.
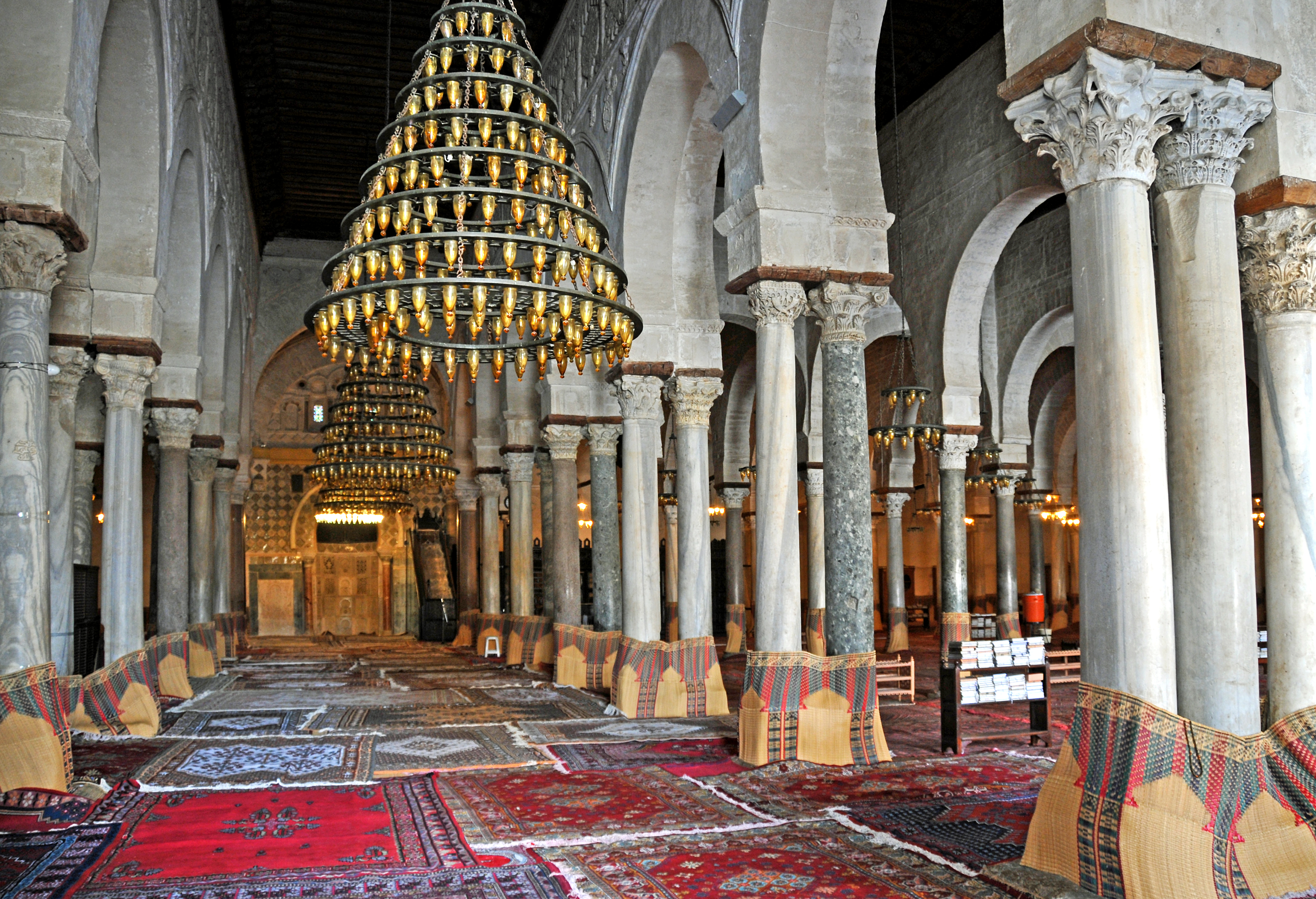
Interiorul.
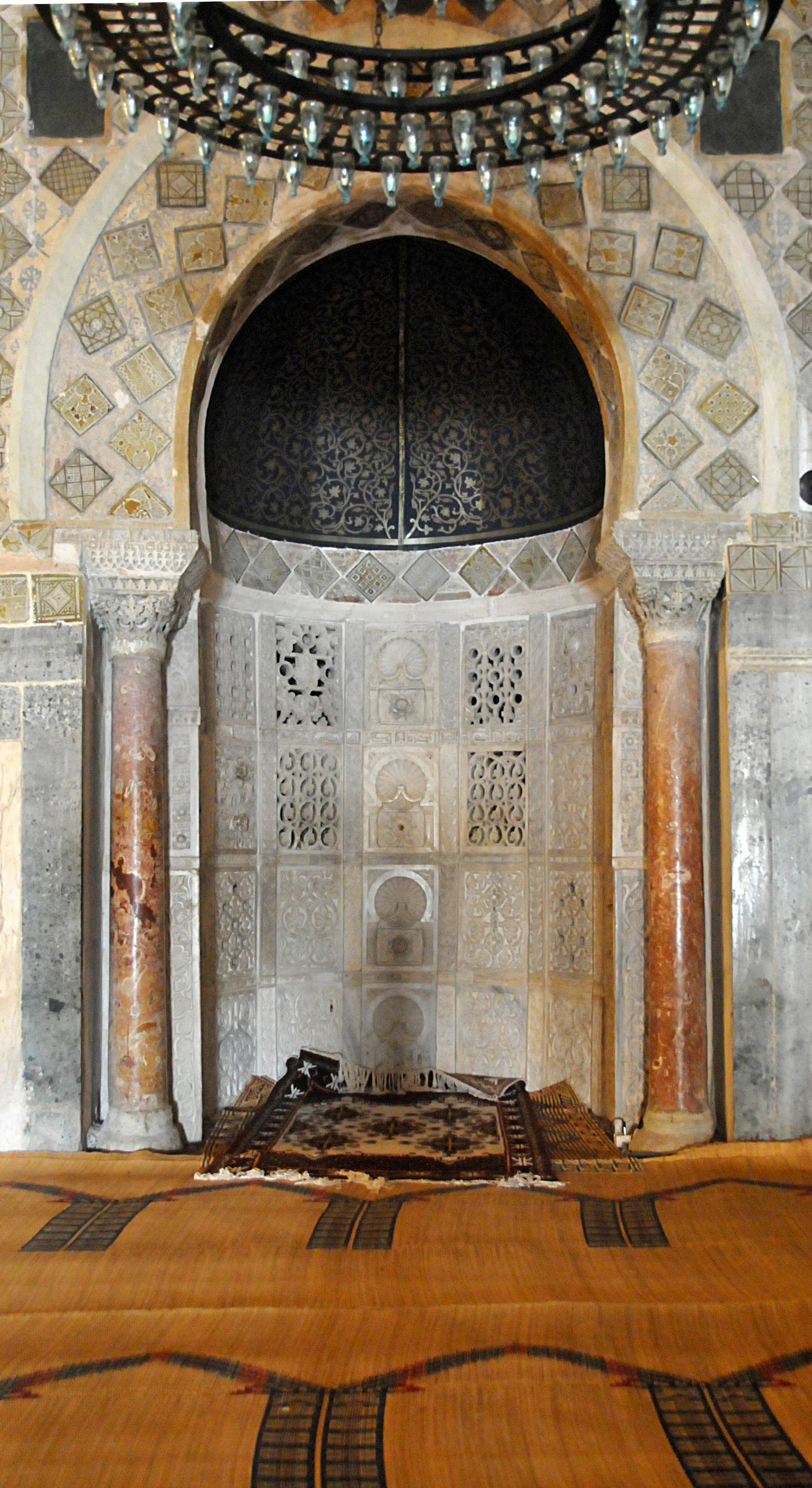
Mihrabul.
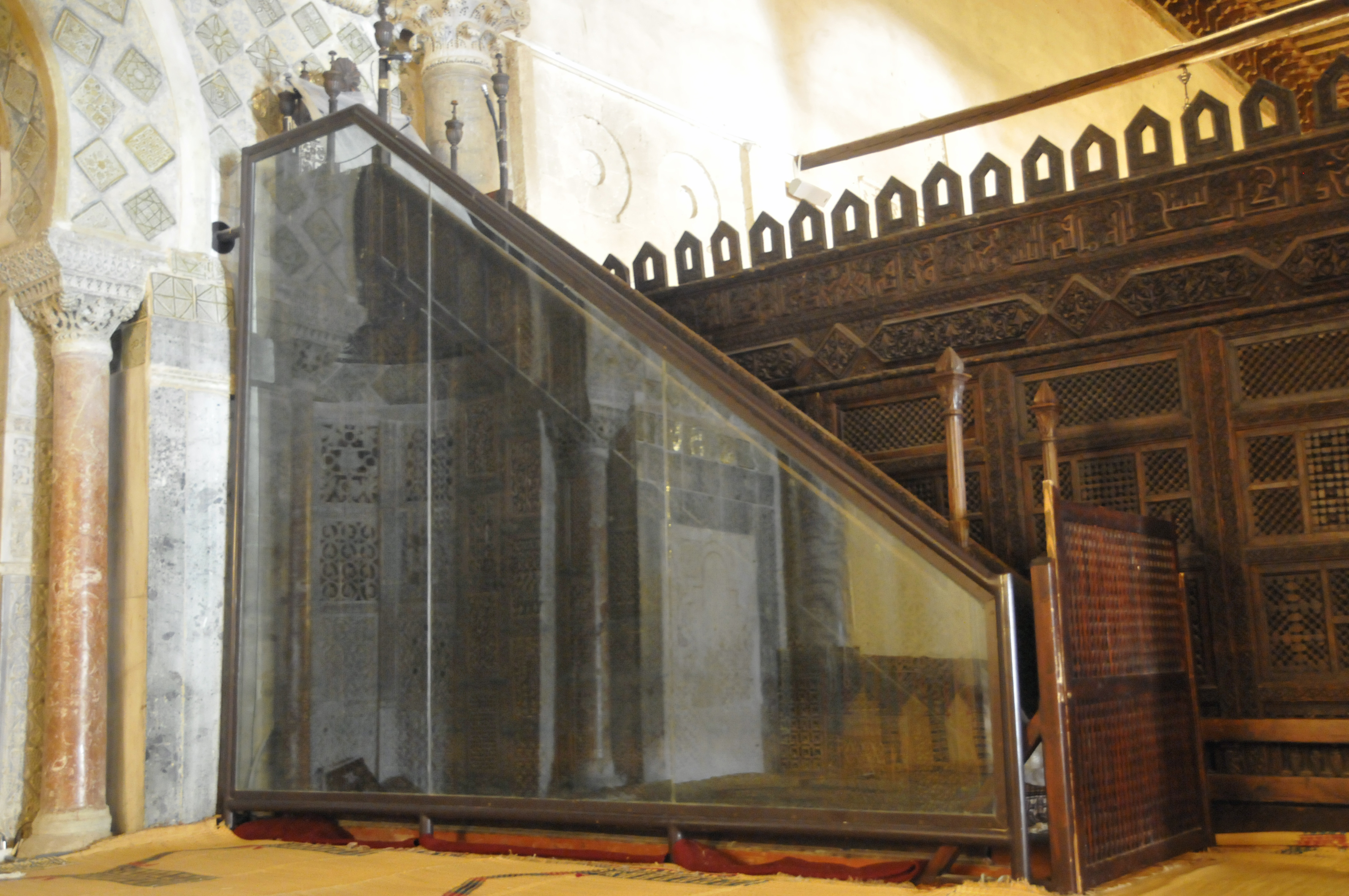
Minbarul.
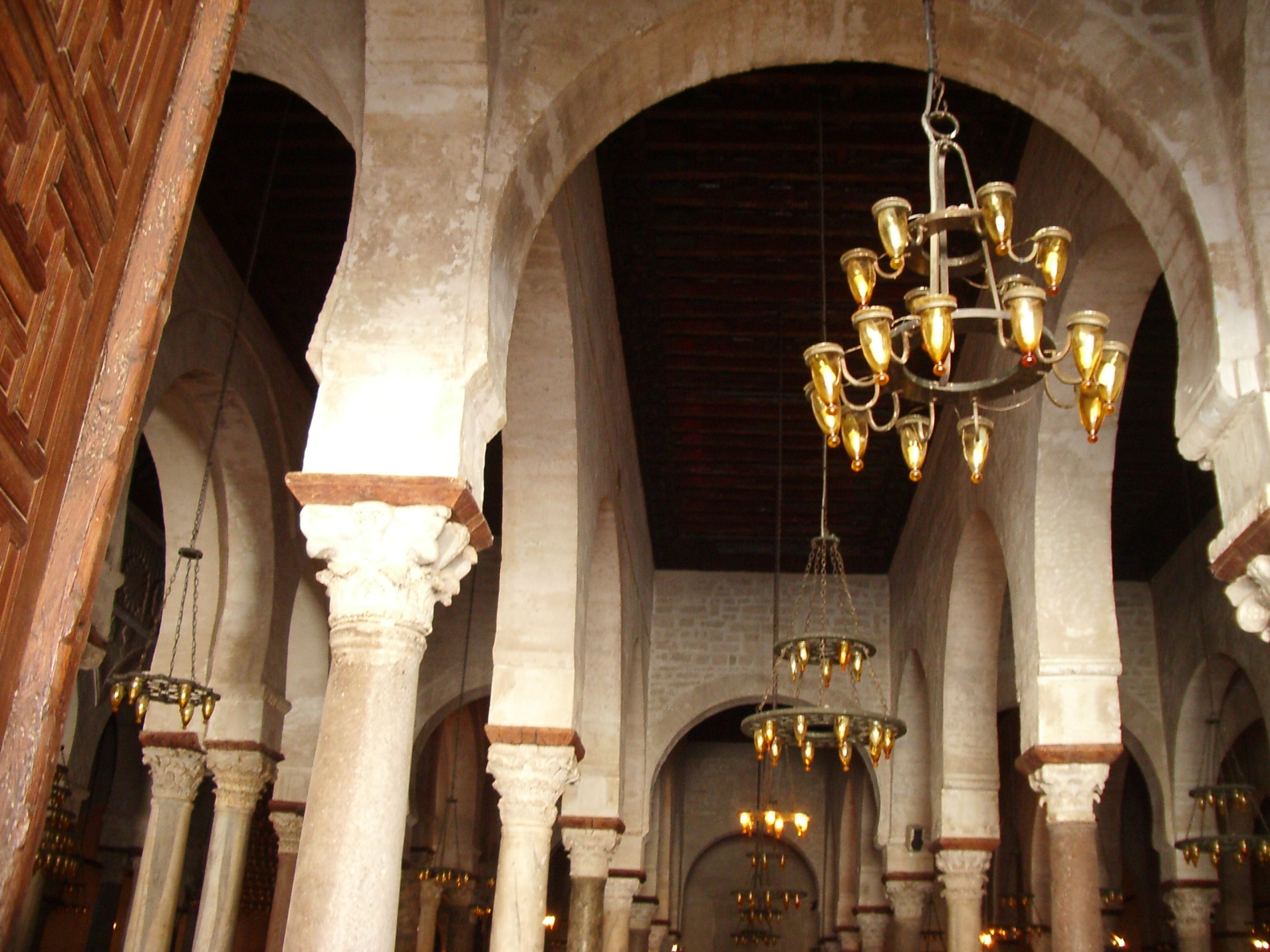
Arcade.
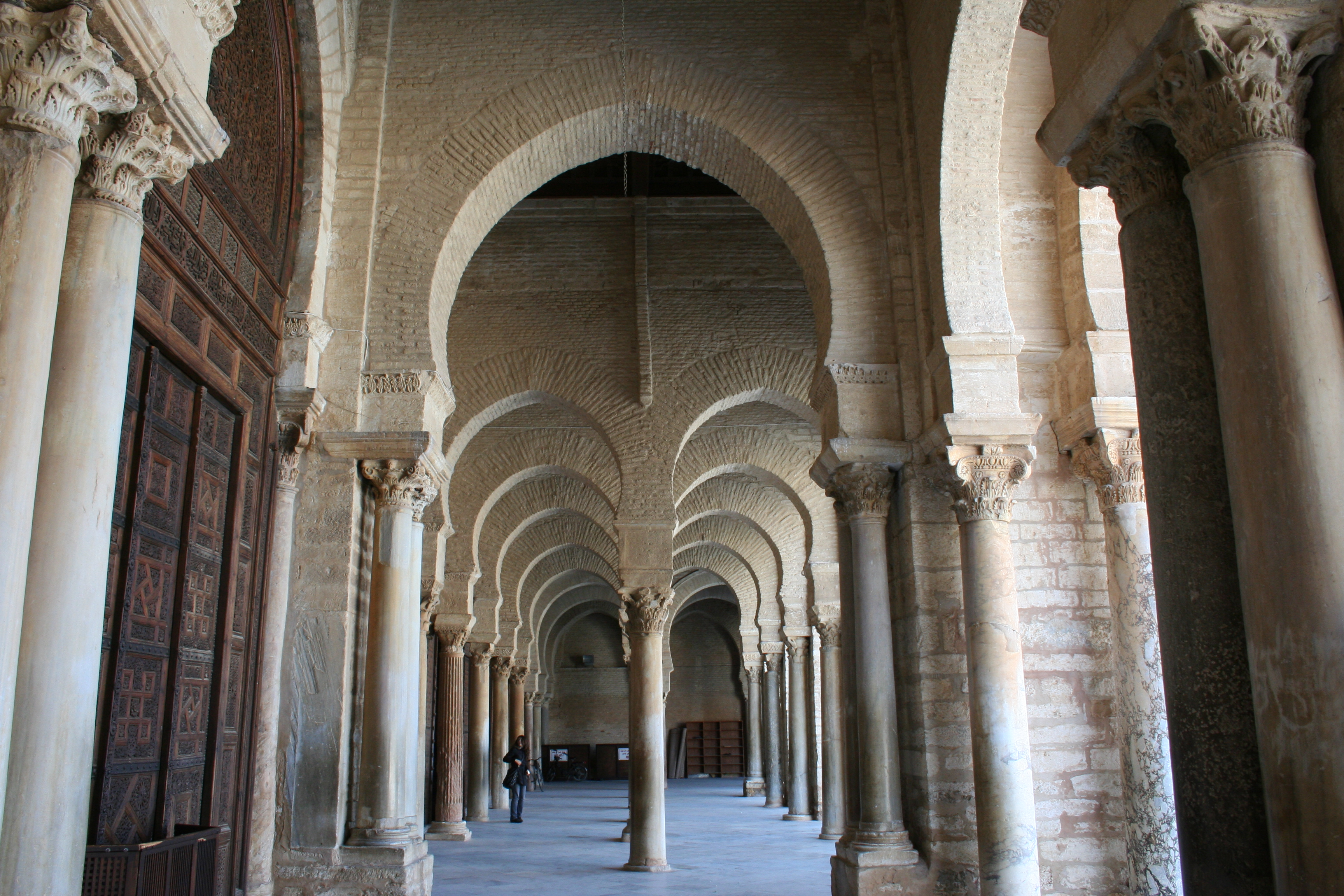
Galerii.